# Paraphronastes biocellatus
Paraphronastes biocellatus là một loài bọ cánh cứng trong họ Cerambycidae.